# La guerra de Hart
La guerra de Hart  (títol original: Hart's War) és una pel·lícula estatunidenca dirigida per Gregory Hoblit i estrenada el 2002. Ės l'adaptació cinematogràfica de la novel·la homònima de John Katzenbach.
Ha estat doblada al català.

## Argument
Durant la Segona Guerra Mundial, el 16 de desembre de 1944, a la regió de Malmedy a Bèlgica, al començament de la batalla de les Ardenes, el tinent Tommy Hart és fet presoner pels alemanys a continuació transferit per tren a un camp de presoners. Pel camí, avions P-51 Mustang ataquen el comboi. Per evitar ser metrallats, els presoners de guerra abandonen el tren i formen les lletres POW (inicials de Prisoner of War) amb els seus cossos.
El coronel William McNamara es encarregat pel tirànic coronel alemany Werner Visser de vigilar els detinguts americans. Dos nous presoners de guerra fan la seva entrada al Stalag VI: els tinents Lincoln Scott i Lamar Archer, dos negres que no són benvinguts. Lamar Archer, acusat d'haver intentat d'evadir-se, és executat pels alemanys. Una nit, un sergent blanc, Bedford, racista, és trobat assassinat. Un testimoni pretén haver identificat l'assassí i acusa Lincoln. El tinent Tommy Hart, antic estudiant de dret, és encarregat de la seva defensa.

## Repartiment
- Bruce Willis: Coronel William McNamara
- Colin Farrell: Tinent Thomas « Tommy » Hart
- Terrence Howard: Tinent Lincoln Scott
- Cole Hauser: Sergent Vic Bedford
- Marcel Iures: Coronel Werner Visser
- Linus Roache: Capità Peter A. Ross
- Vicellous Shannon: Tinent Lamar Archer
- Maury Sterling: Dennis Gerber
- Sam Jaeger: Capità R.G. Sisk

## Producció

### Gènesi del projecte
El film està inspirat en la novel·la Hart's War de John Katzenbach, parcialment basat en l'experiència del seu pare durant la Segona Guerra mundial.

### Càsting
Diversos actors han vist les seves escenes retirades del muntatge final. El més notable d'ells és Jonathan Brandis, la decepció del qual va ser tal que va contribuir al seu suïcidi l'any 2003, segons els seus amics.

### Rodatge
El film va ser rodat a la República Txeca, principalment als estudis Barrandov de Praga.

## Premis
- Festival internacional de cinema de Shanghai 2002: Golden Goblet al millor actor per a Colin Farrell

## Crítica
- "Inflada demagògia ideològica, excés de salutacions militars, elementals divagacions sobre l'honor i un discurset de parvulari entorn de la inutilitat de les guerres (...) El millor: els primers 20 minuts. (...) Puntuació: ★★ (sobre 5)."[4]
- "És interessant en la seva justa manera, però resulta més dramàtica quan afecta els seus personatges secundaris més que als protagonistes, i està limitada per les seves escenes culminants, que no són del tot convincents."[5]
- "La pel·lícula funcionava bé, al meu entendre, fins a l'escena final, en la qual s'esfondra. (...) El final fa l'efecte que és una solució, quan és només un remei. (...) Puntuació: ★★★ (sobre 4)."[6]